# Rallye Schweden 2024
Die 71. Rallye Schweden war der 2. Lauf zur FIA-Rallye-Weltmeisterschaft 2024. Sie dauerte vom 15. bis zum 18. Februar 2024 und es wurden insgesamt 18 Wertungsprüfungen (WP) gefahren.

## Bericht
Die einzige Winterrallye im Kalender der Rallye-WM stellte die Fahrer und Teams vor schwierige Aufgaben. Insbesondere am Freitag sorgte das Wetter mit starkem Schneefall und Nebel für knifflige Bedienungen. Bereits in der vierten Wertungsprüfung (WP) fuhr der bis dahin führende Kalle Rovanperä (Toyota) in einen Schneewall. Aus dem tiefen Schnee kam der amtierende Weltmeister nicht mehr heraus, ohne zu graben und er musste den Rallye-Tag bereits beenden. Ott Tänak (Hyundai) geschah gleiches in derselben WP. Der M-Sport Fahrer Grégoire Munster, mit dem Ford Puma Rally1 unterwegs, verlor rund vier Minuten wegen eines Reifenschadens. Am Nachmittag verlor Munster die Heckscheibe, um den Hybridantrieb vor Feuchtigkeit zu schützen, klebte er eine Jacke auf das Fenster. Beim Start zur sechsten WP sprang der Hyundai i20 N Rally1 von Thierry Neuville nicht mehr an, was eine vierminütige Startverzögerung und 40 Sekunden Strafe nach sich zog. Fehlerlos blieb Esapekka Lappi (Hyundai). Er lag nach der achten WP auf dem ersten Rang, über drei Sekunden vor Takamoto Katsuta (Toyota). Im Kampf um die Gesamtführung fuhr Katsuta in eine Schneebank, aus der er nicht mehr herauskam. Adrien Fourmaux belegte nach dem Ausfall Katsutas den zweiten Platz. Am Sonntag wurde er von Elfyn Evans (Toyota) noch eingeholt, trotzdem freute sich Fourmaux über seinen ersten Podestplatz seiner Karriere in der WRC. Dank dem neuen Punktesystem schaffte es Evans, mehr WM-Punkte herauszufahren als der Sieger Lappi (24:19). In der Weltmeisterschaft führte zu diesem Zeitpunkt Neuville mit 48 Punkten vor Evans mit 45 und Fourmaux mit 29.

## Meldeliste
| Nr.                  | Fahrer           | Co-Pilot          | Auto                   |
| -------------------- | ---------------- | ----------------- | ---------------------- |
| WRC-Klasse (Rally1)  |                  |                   |                        |
| 4                    | Esapekka Lappi   | Janne Ferm        | Hyundai i20 N Rally1   |
| 8                    | Ott Tänak        | Martin Järveoja   | Hyundai i20 N Rally1   |
| 11                   | Thierry Neuville | Martijn Wydaeghe  | Hyundai i20 N Rally1   |
| 13                   | Grégoire Munster | Louis Louka       | Ford Puma Rally1       |
| 16                   | Adrien Fourmaux  | Alexandre Coria   | Ford Puma Rally1       |
| 18                   | Takamoto Katsuta | Aaron Johnston    | Toyota GR Yaris Rally1 |
| 33                   | Elfyn Evans      | Scott Martin      | Toyota GR Yaris Rally1 |
| 37                   | Lorenzo Bertelli | Simone Scattolin  | Toyota GR Yaris Rally1 |
| 69                   | Kalle Rovanperä  | Jonne Halttunen   | Toyota GR Yaris Rally1 |
| WRC2-Klasse (Rally2) |                  |                   |                        |
| 21                   | Oliver Solberg   | Elliott Edmondson | Škoda Fabia RS Rally2  |
| 22                   | Sami Pajari      | Enni Mälkönen     | Toyota GR Yaris Rally2 |
| 23                   | Emil Lindholm    | Reeta Hämäläinen  | Hyundai i20 N Rally2   |
| 24                   | Lauri Joona      | Janni Hussi       | Škoda Fabia RS Rally2  |
| 25                   | Georg Linnamäe   | James Morgan      | Toyota GR Yaris Rally2 |
| 26                   | Mikko Heikkilä   | Kristian Temonen  | Toyota GR Yaris Rally2 |

Anmerkung: Insgesamt haben sich 57 Fahrzeuge eingeschrieben in verschiedenen Klassen.

## Klassifikationen

### WRC Rally1
| Position | Position | Nr. | Fahrer           | Co-Pilot         | Auto                   | Zeit      | Rückstand | WM-Punkte | WM-Punkte | WM-Punkte  | WM-Punkte |
| Rally1   | Gesamt   | Nr. | Fahrer           | Co-Pilot         | Auto                   | Zeit      | Rückstand | Samstag   | Sonntag   | Powerstage | Total     |
| -------- | -------- | --- | ---------------- | ---------------- | ---------------------- | --------- | --------- | --------- | --------- | ---------- | --------- |
| 1        | 1        | 4   | Esapekka Lappi   | Janne Ferm       | Hyundai i20 N Rally1   | 2:33:04.9 |           | 18        | 1         | 0          | 19        |
| 2        | 2        | 33  | Elfyn Evans      | Scott Martin     | Toyota GR Yaris Rally1 | 2:33:34.5 | 00:29.6   | 13        | 7         | 4          | 24        |
| 3        | 3        | 16  | Adrien Fourmaux  | Alexandre Coria  | Ford Puma Rally1       | 2:33:52.8 | 00:47.9   | 15        | 3         | 0          | 18        |
| 4        | 4        | 11  | Thierry Neuville | Martijn Wydaeghe | Hyundai i20 N Rally1   | 2:34:51.2 | 01:46.3   | 10        | 5         | 3          | 18        |
| 5        | 10       | 37  | Lorenzo Bertelli | Simone Scattolin | Toyota GR Yaris Rally1 | 2:40:42.6 | 07:37.7   | 0         | 0         | 0          | 0         |
| 6        | 23       | 13  | Grégoire Munster | Louis Louka      | Ford Puma Rally1       | 2:56:21.0 | 23:16.1   | 0         | 0         | 0          | 0         |
| 7        | 39       | 69  | Kalle Rovanperä  | Jonne Halttunen  | Toyota GR Yaris Rally1 | 3:21:36.8 | 48:31.9   | 0         | 6         | 5          | 11        |
| 8        | 41       | 8   | Ott Tänak        | Martin Järveoja  | Hyundai i20 N Rally1   | 3:22:33.8 | 49:28.9   | 0         | 4         | 2          | 6         |
| 9        | 45       | 18  | Takamoto Katsuta | Aaron Johnston   | Toyota GR Yaris Rally1 | 3:32:09.4 | 59:04.5   | 0         | 2         | 1          | 3         |

### WRC Rally2
| Position | Position | Nr. | Fahrer         | Co-Pilot          | Auto                   | Zeit      | Rückstand | Punkte | Punkte |
| Rally2   | Gesamt   | Nr. | Fahrer         | Co-Pilot          | Auto                   | Zeit      | Rückstand | Rally2 | Gesamt |
| -------- | -------- | --- | -------------- | ----------------- | ---------------------- | --------- | --------- | ------ | ------ |
| 1        | 5        | 21  | Oliver Solberg | Elliott Edmondson | Škoda Fabia RS Rally2  | 2:38:09.1 |           | 25     | 8      |
| 2        | 6        | 22  | Sami Pajari    | Enni Mälkönen     | Toyota GR Yaris Rally2 | 2:39:28.8 | 1:19.7    | 18     | 6      |
| 3        | 7        | 25  | Georg Linnamäe | James Morgan      | Toyota GR Yaris Rally2 | 2:39:31.3 | 1:22.2    | 15     | 4      |

### WRC3 Rally3
| Position | Position | Nr. | Fahrer          | Co-Pilot       | Auto               | Zeit      | Rückstand | Punkte |
| Rally3   | Gesamt   | Nr. | Fahrer          | Co-Pilot       | Auto               | Zeit      | Rückstand | Punkte |
| -------- | -------- | --- | --------------- | -------------- | ------------------ | --------- | --------- | ------ |
| 1        | 16       | 51  | Mille Johansson | Johan Grönvall | Ford Fiesta Rally3 | 2:49:33.8 |           | 25     |
| 2        | 17       | 47  | Romet Jürgenson | Siim Oja       | Ford Fiesta Rally3 | 2:50:22.7 | 0:48.9    | 18     |
| 3        | 20       | 49  | Eamonn Kelly    | Conor Mohan    | Ford Fiesta Rally3 | 2:53:34.6 | 4:00.8    | 15     |

### JWRC Rally3
| Position | Position | Nr. | Fahrer          | Co-Pilot       | Auto               | Zeit      | Rückstand | Punkte |
| JWRC     | Gesamt   | Nr. | Fahrer          | Co-Pilot       | Auto               | Zeit      | Rückstand | Punkte |
| -------- | -------- | --- | --------------- | -------------- | ------------------ | --------- | --------- | ------ |
| 1        | 16       | 51  | Mille Johansson | Johan Grönvall | Fiesta Rally3      | 2:49:33.8 |           | 25     |
| 2        | 17       | 47  | Romet Jürgenson | Siim Oja       | Ford Fiesta Rally3 | 2:50:22.7 | 0:48.9    | 18     |
| 3        | 20       | 49  | Eamonn Kelly    | Conor Mohan    | Ford Fiesta Rally3 | 2:53:34.6 | 4:00.8    | 15     |

Anmerkung: Insgesamt haben sich 50 Fahrzeuge von 57 gestarteten klassiert.

## Wertungsprüfungen
| Tag          | Start         | WP              | Name                | Länge           | Gewinner                                                                               | Zeit                                    | Leader           |
| ------------ | ------------- | --------------- | ------------------- | --------------- | -------------------------------------------------------------------------------------- | --------------------------------------- | ---------------- |
| Do. 15. Feb. | 09:01         | —               | Håkmark (Shakedown) | 5,42 km         | Esapekka Lappi                                                                         | 02:45.9                                 |                  |
| Do. 15. Feb. | 19:05         | WP1             | Umeå Sprint 1       | 5,16 km         | Kalle Rovanperä                                                                        | 03:18.3                                 | Kalle Rovanperä  |
| Fr. 16. Feb. | 08:58         | WP2             | Brattby 1           | 10,76 km        | Kalle Rovanperä                                                                        | 06:12.7                                 | Kalle Rovanperä  |
| Fr. 16. Feb. | 09:52         | WP3             | Norrby 1            | 12,36 km        | Esapekka Lappi                                                                         | 05:47.1                                 | Kalle Rovanperä  |
| Fr. 16. Feb. | 10:55         | WP4             | Floda 1             | 28,25 km        | Takamoto Katsuta                                                                       | 12:40.6                                 | Takamoto Katsuta |
| Fr. 16. Feb. | 13:28 – 13:58 | Service A, Umeå | Service A, Umeå     | Service A, Umeå | Service A, Umeå                                                                        | Service A, Umeå                         | Takamoto Katsuta |
| Fr. 16. Feb. | 14:36         | WP5             | Brattby 2           | 10,76 km        | Georg Linnamäe                                                                         | 06:50.6                                 | Takamoto Katsuta |
| Fr. 16. Feb. | 15:30         | WP6             | Norrby 2            | 12,36 km        | Esapekka Lappi                                                                         | 06:11.8                                 | Takamoto Katsuta |
| Fr. 16. Feb. | 16:33         | WP7             | Floda 2             | 28,25 km        | Esapekka Lappi                                                                         | 13:26.3                                 | Esapekka Lappi   |
| Fr. 16. Feb. | 19:05         | WP8             | Umeå Sprint 2       | 5,16 km         | Esapekka Lappi                                                                         | 03:27.3                                 | Esapekka Lappi   |
| Fr. 16. Feb. | 19:37 – 20:22 | Service B, Umeå | Service B, Umeå     | Service B, Umeå | Service B, Umeå                                                                        | Service B, Umeå                         | Esapekka Lappi   |
| Sa. 17. Feb. | 07:45         | WP9             | Vännäs 1            | 15,65 km        | Ott Tänak                                                                              | 09:00.5                                 | Esapekka Lappi   |
| Sa. 17. Feb. | 08:35         | WP10            | Sarsjöliden 1       | 14,23 km        | Kalle Rovanperä                                                                        | 06:36.1                                 | Esapekka Lappi   |
| Sa. 17. Feb. | 10:08         | WP11            | Bygdsiljum 1        | 28,06 km        | Adrien Fourmaux                                                                        | 13:56.6                                 | Esapekka Lappi   |
| Sa. 17. Feb. | 13:00 – 13:30 | Service C, Umeå | Service C, Umeå     | Service C, Umeå | Service C, Umeå                                                                        | Service C, Umeå                         | Esapekka Lappi   |
| Sa. 17. Feb. | 14:15         | WP12            | Vännäs 2            | 15,65 km        | Elfyn Evans                                                                            | 08:54.5                                 | Esapekka Lappi   |
| Sa. 17. Feb. | 15:05         | WP13            | Sarsjöliden 2       | 14,23 km        | Thierry Neuville                                                                       | 06:40.6                                 | Esapekka Lappi   |
| Sa. 17. Feb. | 16:38         | WP14            | Bygdsiljum 2        | 28,06 km        | Thierry Neuville                                                                       | 13:46.8                                 | Esapekka Lappi   |
| Sa. 17. Feb. | 19:05         | WP15            | Umeå 1              | 10,08 km        | Thierry Neuville                                                                       | 05:48.8                                 | Esapekka Lappi   |
| Sa. 17. Feb. | 19:52 – 20:37 | Service D, Umeå | Service D, Umeå     | Service D, Umeå | Service D, Umeå                                                                        | Service D, Umeå                         | Esapekka Lappi   |
| So. 18. Feb. | 07:27         | WP16            | Västervik 1         | 25,50 km        | Kalle Rovanperä                                                                        | 11:19.3                                 | Esapekka Lappi   |
| So. 18. Feb. | 9:06 – 9:21   | Service E, Umeå | Service E, Umeå     | Service E, Umeå | Service E, Umeå                                                                        | Service E, Umeå                         | Esapekka Lappi   |
| So. 18. Feb. | 10:03         | WP17            | Västervik 1         | 25,50 km        | Elfyn Evans                                                                            | 11:20.0                                 | Esapekka Lappi   |
| So. 18. Feb. | 12:15         | WP18            | Umeå 2 (Powerstage) | 10,08 km        | 1. Kalle Rovanperä 2. Elfyn Evans 3. Thierry Neuville 4. Ott Tänak 5. Takamoto Katsuta | 05:33.8 05:33.9 05:34.0 05:34.5 05:36.4 | Esapekka Lappi   |